# Cymothoe weymeri
Cymothoe weymeri är en fjärilsart som beskrevs av Suffert 1904. Cymothoe weymeri ingår i släktet Cymothoe och familjen praktfjärilar. IUCN kategoriserar arten globalt som livskraftig. Inga underarter finns listade i Catalogue of Life.